# Зебляки (Шангское сельское поселение)
Зебляки — деревня в составе Шангского сельского поселения Шарьинского района Костромской области России.

## География
Расположена у речки Березовка, притока Малой Шанги.

## История
Согласно Спискам населенных мест Российской империи в 1872 году деревня относилась к 3 стану Ветлужского уезда Костромской губернии. В ней числилось 12 дворов, проживало 61 мужчина и 80 женщин.
Согласно переписи населения 1897 года в деревне проживало 229 человек (96 мужчин и 133 женщины).
Согласно Списку населенных мест Костромской губернии в 1907 году деревня относилась к Николо-Шангской волости Ветлужского уезда Костромской губернии. По сведениям волостного правления за 1907 год в деревне числилось 17 крестьянских дворов и 311 жителей. В деревне имелось две ветряных мельницы и кузница. Основным занятием жителей деревни был лесной промысел.

## Население
| 2008 | 2010 | 2014 |
| ---- | ---- | ---- |
| 6    | ↘3   | ↘1   |